# Kylo
Kylo ist ein Webbrowser der Hillcrest Labs für hochauflösende Bildschirme. Seit dem 15. August 2012 ist Kylo vom Hersteller als Open-Source-Software freigeben.

## Anwendung und Technik
Der Kylo Browser basiert auf Mozilla Gecko. Das Programm ist für Windows und Mac OS X erhältlich und auf den Betrieb mit HD-Fernsehern ausgelegt, bei denen es auf möglichst große Symbole und gute Lesbarkeit ankommt. Dabei wird der CE-HTML verwendet. Je nach Abmessung des Fernsehgerätes und der Entfernung zum Benutzer, kann in den Einstellungen von Kylo eine interface-übergreifende Zoomstufe definiert werden, was das Browsen auf dem TV-Gerät deutlich angenehmer macht. Neben der Bedienung mit der Maus bietet Kylo auch eine Bildschirmtastatur an. Das IT-Blog Lifehacker hat den Kylo Browser als eines der zehn beliebtesten Freeware-Programme für macOS im Jahr 2010 ausgezeichnet.

## Kanäle
Kylo bietet neben der Möglichkeit, beliebige Webseiten wie in einem gewöhnlichen Browser aufsuchen, einen erleichterten Zugriff auf die wichtigsten Videoportale. So kann der Nutzer z. B. über den YouTube-Kanal durch aktuelle Videos blättern, ohne die Oberfläche der Anwendung zu verlassen. Neben YouTube unterstützt Kylo auch MyVideo, Vimeo, Dailymotion und andere Plattformen. Diese Eigenschaften machen Kylo zu einem ausgezeichneten Browser für HTPC-Nutzer.